# Tropheryma whipplei

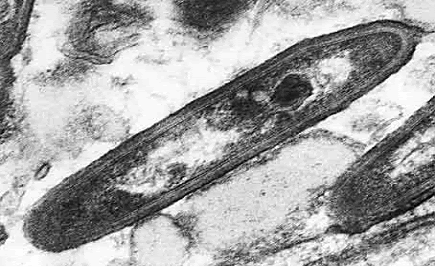
Enfermedad de Whipple

El Tropheryma whipplei, anteriormente llamado Tropheryma whippelii, es una especie de  bacteria causante del cuadro clínico conocido como enfermedad de Whipple.

## Historia
Tropheryma whipplei fue identificada en la década de 1990 tras la secuenciación molecular de una secuencia desconocida de ARN 16S en biopsias de intestino delgado de pacientes con la enfermedad de Whipple (WD).

## Patologías
Mientras que el organismo T.whipplei es categorizado como una actinobacteria Gram positiva, el organismo al usar las tinciones es comúnmente encontrado como Gram negativo o indefinido.George Hoyt Whipple probablemente observó originalmente a la bacteria con forma de varillas a la tinción de plata. Fue gracias al análisis de la enfermedad que causaba en el intestino, amplificando mediante PCR ARN 16s bacteriano, como se descubrió que esta bacteria era un patógeno infeccioso del hombre no detectado hasta el momento.

## Historia del nombre
El organismo solo recibió nombre hasta 1991 cuando el nombreTropheryma whippelii fue propuesto después de que partes del genoma bacteriano fueron secuenciados. El nombre cambió a Tropheryma whipplei en 2001 (corrigiendo el nombre de Whipple).